# VAG ARL-motor
VAG ARL motoren er en 4-cylindret række dieselmotor fra VAG-koncernen, som blev bygget i årene 2000 til 2005 til brug for Seat León, Seat Toledo, VW Golf IV og VW Bora.
Den var den første i serien af nye dieselmotorer, som effektmæssigt er på højde med benzinmotorer.